# Krông Kmar
Krông Kmar là thị trấn huyện lỵ của huyện Krông Bông, tỉnh Đắk Lắk, Việt Nam.
Thị trấn có diện tích 5,3 km², dân số năm 2004 là 5.700 người, mật độ dân số đạt 1075 người/km².